# Lelia Spuhr

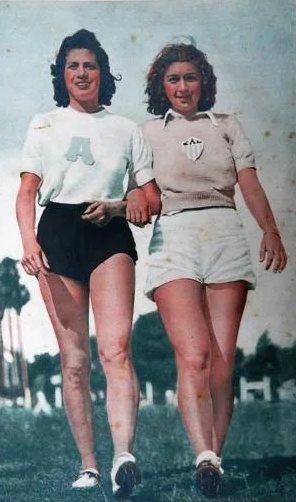
Lelia Spuhr con la atleta uruguaya Lotte Sturzenegger en una foto de El Gráfico publicada el 13 de diciembre de 1940.

Lelia Spuhr (Villa Ballester, 16 de enero de 1924 - Buenos Aires, 2006) fue una destacada atleta argentina que competía para el Club Atlético River Plate, donde entrenaba junto a Olga Tassi y Noemí Simonetto.
Spuhr comenzó a competir en 1937, a los 13 años. En los campeonatos nacionales de Argentina de 1938 obtuvo su primer triunfo, con récord sudamericano incluido en salto de altura (1.43m). En esos mismos campeonatos salió segunda en los 200 metros, por detrás de Rosa Fink.
En la siguiente edición de los campeonatos argentinos, en 1939, ganó los 100 metros llanos, los 200 metros llanos con récord sudamericano (26s 4/10) y el salto en altura.
Compitió en el Campeonato Sudamericano de Atletismo de 1939, celebrado del 25 al 28 de mayo en Lima, Perú. Fue allí la atleta femenina más exitosa al ganar dos medallas de oro (200 metros, en los que superó su propio récord sudamericano con un tiempo de 25s 9/10 y relevos 4 x 100 metros, también récord sudamericano de 49s 5/10 junto a Elsa Irigoyen, Olga Tassi y Julia Druskus), una medalla de plata (100 metros) y una medalla de bronce (salto de altura).
En 1940 superó su propio récord sudamericano de salto de altura, con 1,545m.
En el Campeonato Sudamericano de Atletismo de 1941, en Buenos Aires, ganó cuatro medallas de oro (100 metros, 200 metros, relevos 4 x 100 metros y salto de altura). Volvió a ser, de este modo, la atleta de mayor éxito en este campeonato.
En 1943, 1945 y 1947 Spuhr no participó del Campeonato Sudamericano de Atletismo. Volvió a participar en la edición de 1949, en la que ganó una medalla de plata en salto de altura, tras ser superada por la brasileña Elisabeth Müller.